# VideoArts Music
VideoArts Music K.K. (jap. ビデオアーツ・ミュージック株式会社, Bideoātsu Myūjikku kabushiki kaisha; engl. VideoArts Music Inc.), kurz VACK genannt, ist ein japanisches Plattenlabel mit Sitz in Minato, Tokio, das seit 1984 internationale, musikorientierte Videoproduktionen der Genres Pop, Rock und Jazz produziert und vertreibt. Mitte der 1990er Jahre dehnte das Unternehmen sein Betätigungsfeld auch auf den Vertrieb von Audio-CDs aus.

## Geschichte
VideoArts Music wurde 1984 unter dem Namen VideoArts Japan gegründet. Seither produziert und vertreibt das Unternehmen auf Videokassette (später auch auf DVD) internationale Musikprogramme der Genres Pop, Rock und Jazz. Heute besteht der Katalog aus mehr als 600 Titeln, wobei es sich überwiegend um Produktionen von Major Labels handelt. In Exklusivlizenz vertreibt VideoArts Music beispielsweise Produktionen von A&M Records, Island Visual Arts, PolyGram Video International oder Eagle Rock Entertainment. Ende 2003 erwarb das Unternehmen die DVD-Vertriebsrechte an den „Ed Sullivan Shows featuring The Beatles“.
Nach eigenen Angaben hat VideoArts Music bislang mehr als 40 eigene Videoproduktionen herausgebracht. Diese wurden wegen ihrer herausragenden Qualität bekannt und gewannen dafür Preise von Fachzeitschriften wie etwa dem „Swing Journal“ oder „Adlib“. Zu den Künstlern, deren Videos von dem Unternehmen vermarktet werden, zählen unter anderem Keith Jarrett, Dave Grusin, Lee Ritenour, Pat Metheny und Manhattan Transfer. Neben dem Bemühen, stets unverwechselbare Künstler zu verpflichten, war das Label auch bemüht, unter technischen Gesichtspunkten hochwertige Produktionen zu veröffentlichen. So war das Live-Album von The Gadd Gang eine der ersten Videoproduktionen weltweit, die in Ton und Bild digital aufgezeichnet und abgemischt wurde. Das Album Live at East des Keith Jarrett Trios, das 1993 erschien, gilt als eines der ersten Musikprogramme in Spielfilmlänge, welches im neuen HDTV-Format produziert wurde.
Im Mai 1992 dehnte das Unternehmen sein Betätigungsfeld auch auf den Vertrieb von Audio-CDs aus. Bislang wurden mehr als 1000 Titel der Genres Pop, Rock, Folk, World Music oder Jazz veröffentlicht. Dazu schloss VideoArts Music zunächst Lizenzverträge mit Labels wie SteepleChase, Discovery Records oder NYC Records ab. 1993 folgte ein Lizenzvertrag mit dem US-Label Rykodisc, das unter anderem die Vertriebsrechte an Produktionen von Frank Zappa und den Mothers of Invention besaß. 1996 kam ein Lizenzvertrag mit dem französischen Label Dreyfus Jazz hinzu, auf dem unter anderem Alben von Michel Petrucciani und Richard Galliano erschienen.
Außerdem befasste sich VideoArts Music damit, zeitgenössische Jazzmusik zu produzieren. Bislang sind mehr als 100 Titel erschienen, darunter Alben der japanischen Musikerinnen Kimiko Itoh oder Naoko Terai. Gleichzeitig produzierte das Label eine Vielzahl international bekannter Musiker. So brachte es Alben von McCoy Tyner, Bud Shank, Eddie Henderson, Toninho Horta, Freddy Cole, Harvey Mason und des Manhattan Jazz Quintetts heraus.